# Kamseogo
Ne doit pas être confondu avec Kamseogo-Peulh.
Kamseogo est une commune située dans le département du Yondé de la province de Koulpélogo dans la région du Centre-Est au Burkina Faso.

## Santé et éducation
Kamseogo accueille un centre de santé et de promotion sociale (CSPS).